# The Prodigy (película)
The Prodigy es una película estadounidense de terror y suspenso dirigida por Nicholas McCarthy y protagonizada por Taylor Schilling. La trama se centra alrededor de un niño, cuyo inquietante comportamiento da señales de que un mal, posiblemente una fuerza sobrenatural, lo está poseyendo, obligando a sus padres a investigar si fuerzas siniestras están involucradas. Jackson Robert Scott interpreta al hijo de Schilling.
La película fue estrenada el 8 de febrero de 2019 por Orion Pictures.

## Argumento
El 22 de agosto de 2010 en la zona rural de Ohio, el asesino en serie Edward Scarka es asesinado a tiros durante una redada policial en su granja. En el momento de la muerte de Edward, la pareja casada Sarah y John Blume dan a luz a su hijo, Miles, en Pennsylvania. Miles muestra extrema sabiduría e inteligencia desde una edad temprana, y comienza a hablar con fluidez incluso antes de que sea un niño pequeño.
Cuando Miles cumple ocho años en 2018, Sarah y John comienzan a notar cambios de comportamiento en él. Una noche le hace una broma a su niñera Zoe, hiriéndola gravemente, pero no recuerda el incidente. En la escuela, ataca a un compañero de clase con una llave inglesa. Sarah lleva a Miles a la psiquiatra Elaine Strasser, y le entrega una grabación de él hablando galimatías mientras duerme. Elaine le da la cinta a un colega, Arthur Jacobson, un experto en renacimiento y reencarnación. Arthur revela que el galimatías que Miles habló mientras dormía eran, de hecho, idioma húngaro, y que las palabras se traducen como "Te cortaré los ojos y te veré morir, puta".
Sarah no está dispuesta a creer la afirmación de Arthur de que un espíritu inestable quiere controlar el cuerpo del niño. En casa, el perro de la familia desaparece, y John se enfurece cuando descubre que Miles ha estado grabando la habitación de la pareja con un monitor de bebé. John se va para quedarse con su hermano, dejando a Sarah sola con Miles. Más tarde, Sarah encuentra un enjambre de moscas en la casa y descubre al perro desmembrado de la familia en el sótano. Miles se disculpa, explicando que alguien está invadiendo sus sueños todas las noches, y que tiene que "hacer espacio".
Sarah lleva a Miles a ver a Arthur, quien lo hipnotiza con la esperanza de participar en la regresión de vidas pasadas, lo que le permitirá hablar con el espíritu oscuro en el cuerpo de Miles. La regresión es exitosa, y el individuo explica que sus padres eran inmigrantes húngaros. La sesión sale mal cuando Miles amenaza con acusar a Arthur de drogarlo y abusar de él, lo que lleva a Arthur a finalizar la sesión. Después, Arthur encuentra a "Scarka" tallada en su sofá de cuero con las uñas del niño. Él llama a Sarah y le explica que cree que el cuerpo de Miles está siendo poseído por Edward Scarka, intentando regresar para continuar con su matanza. Al investigar a Edward, Sarah descubre que murió solo unos minutos antes del nacimiento de Miles, y se sorprende al ver que, como Miles, tiene heterocromía. John y Sarah deciden llevar a Miles a una institución con especialistas y así apartarse de él, pero Miles apuñala a John dentro del automóvil en el camino a las instalaciones, lo que hace que se estrelle contra un árbol; John sale herido del accidente y queda en coma. En la habitación de Miles, Sarah descubre un montón de recortes de periódicos sobre los crímenes de Edward, así como un libro de Margaret St. James, la víctima final de Edward, quien escapó y llevó a las autoridades hacia él, llegando a la conclusión que Edward ha vuelto para terminar con la vida de Margaret.
Sarah se da cuenta de que Edward está intentando regresar para reclamar a Margaret. Ella decide matar a Margaret, para así poner fin a la necesidad de Edward de asesinarla, y sacarlo del cuerpo de Miles. Sarah droga a Miles con pastillas para dormir y los dos conducen a la granja rural de Margaret. Sarah se hace pasar por una mujer maltratada que fue tocada por el libro de Margaret, persuadiendo a Margaret para que la dejara entrar a su casa. Luego saca una pistola para asesinarla, pero no puede. Miles entra y ataca brutalmente a Margaret con un cuchillo de carnicero, apuñalándola y destripándola, diciéndole: "tú nunca debiste escapar". Sarah persigue a Miles por la plantación para consolarlo, creyendo que Edward ha abandonado el cuerpo del niño ahora que su acción final está completa. Sin embargo, se revela que Edward ha tomado el control total, y el alma de Miles ya ha sido vencida. Horrorizada, Sarah intenta dispararle, pero antes de que pueda, un granjero le dispara con un rifle.
Algún tiempo después, Miles es llevado a vivir en un hogar temporal hasta que John sea dado de alta del hospital. En su nueva habitación, Miles se mira en un espejo, que refleja la imagen de Edward.

## Reparto
- Taylor Schilling como Sarah Blume.
- Jackson Robert Scott como Miles Blume.
- David Kohlsmith como Miles de 5 años.
- Paul Fauteux como Edward Scarka.
- Colm Feore como Arthur Jacobson.
- Brittany Allen como Margaret St. James
- Peter Mooney como John Blume.
- Oluniké Adeliyi como Rebecca.
- Elisa Moolecherry como Zoe.
- Paula Boudreau como Elaine Strasser.

## Producción
En junio de 2018, Orion Pictures anunció que la película sería estrenada en febrero de 2019. La película fue originalmente titulada Descendants. El primer póster y tráiler fueron lanzados junto al estreno de Halloween. McCarthy reveló en octubre de 2018 que una escena tuvo que ser reeditada después de que se descubrió que hizo que una audiencia de prueba gritara tanto que se perdió el siguiente diálogo.

## Recepción
The Prodigy recibió reseñas mixtas por parte de la crítica y de la audiencia. En el sitio web especializado Rotten Tomatoes, la película posee una aprobación de 42 %, basada en 83 reseñas, con una calificación de 5.0/10, y con un consenso crítico que dice: "The Prodigy no lleva el género de las malas semillas a ningún lugar verdaderamente nuevo, pero para los fanáticos del horror que buscan a un niño malvado a quien temer, puede que valga la pena verla". De parte de la audiencia tiene una aprobación de 37 %, basada en 713 votos, con una calificación de 2.8/5.
El sitio web Metacritic le dio a la película una puntuación de 45 de 100, basada en 18 reseñas, indicando "reseñas mixtas". Las audiencias encuestadas por CinemaScore le otorgaron a la película una "C+" en una escala de A+ a F, mientras que en el sitio IMDb los usuarios le asignaron una calificación de 5.9/10, sobre la base de 26 798 votos. En la página web FilmAffinity la cinta tiene una calificación de 5.3/10, basada en 2910 votos.